# Caulokaempferia appendiculata
Caulokaempferia appendiculata är en enhjärtbladig växtart som beskrevs av Kai Larsen och Triboun. Caulokaempferia appendiculata ingår i släktet Caulokaempferia och familjen Zingiberaceae.
Artens utbredningsområde är Thailand. Inga underarter finns listade i Catalogue of Life.